# Erling Persson
 (janvier 2017).
Si vous disposez d'ouvrages ou d'articles de référence ou si vous connaissez des sites web de qualité traitant du thème abordé ici, merci de compléter l'article en donnant les références utiles à sa vérifiabilité et en les liant à la section « Notes et références ».
Erling Persson est un entrepreneur suédois né le 21 janvier 1917 à Borlänge et mort le 28 octobre 2002 à Stockholm, en Suède. 
En 1947, il crée la marque Hennes & Mauritz, mieux connue sous le nom H&M. Il se lance dans le prêt-à-porter féminin en inaugurant son premier magasin à Västerås. Il crée également la marque Hennes. Deux décennies plus tard, il rachète les magasins Mauritz Widforss et s'attaque à la mode masculine et au prêt-à-porter pour enfants. Il renomme donc en 1968 son entreprise H&M, qui est l'abréviation de « Hennes och Mauritz », signifiant « Pour Elles et Mauritz ».
En 1998, peu avant son décès, il exporte sa marque en France.